# Cosmoscarta mnemosyne
Cosmoscarta mnemosyne är en insektsart som beskrevs av Gustav Breddin 1903. Cosmoscarta mnemosyne ingår i släktet Cosmoscarta och familjen spottstritar. Inga underarter finns listade i Catalogue of Life.